# Darikongalale, Arkalgud
Darikongalale là một làng thuộc tehsil Arkalgud, huyện Hassan, bang Karnataka, Ấn Độ.